# Agathotoma stellata
Agathotoma stellata är en snäckart som först beskrevs av Morch 1860.  Agathotoma stellata ingår i släktet Agathotoma och familjen kägelsnäckor. Inga underarter finns listade i Catalogue of Life.